# Biskupice (zámek)
Zámek Biskupice stával v obci Biskupice na Třebíčsku.

## Historie
V minulosti v obci existoval hrad, po jehož zániku zde nestálo žádné panské sídlo. Zámek založil po Bílé hoře pravděpodobně Šimon Kratzer ze Schönsperku nebo některý z dalších majitelů v té době. Roku 1679 odkoupil panství Bohuslav Dubský z Třebomyslic a Dubští jej vlastnil až do roku 1769, poté krátce patřilo nejvyššímu komořímu hraběti Adamu Berchtoldovi. V roce 1771 panství zakoupil František Piller z Pillersdorfu. Roku 1831 se novým majitelem stal hrabě František Daun. Za Daunů došlo k novogotické přestavbě. V roce 1904 zámek znovu mění majitele, kterým se stal hrabě Jindřich Haugvic z Biskupic a po pozemkové reformě H. Rosenbaum. V roce 1945 se stal majetkem státu a do správy jej dostala obec. Zámek sloužil jako byty, ale nebyl udržován, takže postupně chátral. Na přelomu let 1973/1974 byl kvůli havarijnímu stavu zbořen.

## Popis
Podle zobrazení na mapě 1. josefského mapování se jednalo o obdélnou budovu, uprostřed níž se nacházela cibulová vížka. Na jižní straně byl přistavěn hospodářský objekt krytý sedlovou střechou. Před zbořením se jednalo o patrovou budovu obdélného půdorysu s valbovou střechou. Na delším průčelí se nacházelo šest oken, na kratší čtyři. Po architektonické stránce se nejednalo o výrazný objekt.